# Лосанджелиска долина
Лосанджелиската долина е тектонична долина в Югозападна Калифорния, Съединените американски щати.
Оградена от север, североизток и югоизток от Тихоокеанските брегови хребети, на югозапад тя е отворена към Тихия океан. Климатът в долината е пустинен, но тя е заселена след началото на добива на нефт в края на XIX век. Днес по-голямата част е урбанизирана територия, включваща град Лос Анджелис и части от неговата агломерация.